# Büetigen
Büetigen é uma comuna da Suíça, situada no distrito administrativo de Seeland, no cantão de Berna. Tem 3,6 km² de área e sua população em 2018 foi estimada em 869 habitantes.